# La Première Enquête de Maigret, 1913
La Première Enquête de Maigret, 1913 est un roman policier de Georges Simenon, publié en 1949. Il fait partie de la série des Maigret.
L'écriture de ce roman s'est déroulée du 22 au 30 septembre 1948 à Tumacacori, non loin de Tucson, en plein cœur de l'Arizona (États-Unis), soit à quelque 8 900 km de Paris où se déroule l'action.

## Résumé
Pendant la nuit du 15 au 16 avril 1913, Justin Minard, un jeune flûtiste des concerts Lamoureux, pénètre dans le commissariat du quartier Saint-Georges. En revenant de son travail, il a entendu, provenant d'un luxueux hôtel particulier, au 17 bis de la rue Chaptal, le cri d'affolement d'une femme suivi d'un coup de feu. Le flûtiste s'est précipité, a sonné à la porte, mais s'est fait repousser par le maître d'hôtel. Maigret, 26 ans, secrétaire du commissariat, accompagne Minard jusqu'à la maison suspecte. Richard Gendreau, directeur des cafés Balthazar, une grosse entreprise de torréfaction, ironique, lui fait visiter les lieux ; Maigret n'y relève aucun détail suspect, sauf la frayeur de son vieux père Félicien Gendreau, mais il est persuadé que rien n'est clair dans cette affaire. 
Le lendemain, le mondain commissaire Le Bret, dont Maigret dépend directement, octroie un congé à son subordonné, pour qu'il puisse continuer officieusement l'enquête, les Gendreau-Balthazar étant trop puissants pour qu'on puisse mener ouvertement une enquête à leur sujet. En fait, Le Bret est persuadé que Maigret ne trouvera rien. Et pourtant, Maigret, aidé par Minard, va découvrir en peu de temps que la famille Gendreau-Balthazar n'est pas au-dessus de tout soupçon.
Richard Gendreau-Balthazar et sa sœur Lise se détestent depuis qu'ils ont pris connaissance du testament de leur grand-père Hector Balthazar, fondateur de la dynastie et de la fortune, qui précisait que Lise recevrait la totalité des actions de la firme si elle parvenait, avant sa majorité (21 ans à l'époque), à se faire épouser par le comte d'Anseval (Hector avait jadis acheté le château de ces nobles désargentés, mais il aurait souhaité en plus acquérir le titre de noblesse). Or, la nuit du 15 au 16, Bob, comte d'Anseval déchu, s'était fait conduire chez Lise, rue Chaptal, par Dédé un truand de ses relations en De Dion-Bouton — les automobiles étaient rares à l'époque et se faisaient remarquer facilement —  pour lui signifier une fois pour toutes qu'il refusait le mariage. Une violente dispute s'est ensuivie, à laquelle s'est mêlé Richard la transformant en bagarre, et Lise l'a tué, accidentellement ou pas, d'un coup de revolver ; c'est elle dont Minard a entendu le cri au moment où elle pressait l'arme. Le corps de la victime avait été aussitôt enterré dans le jardin de la propriété par le dévoué maître d'hôtel, Louis Viaud. Maigret en est à ce point de son enquête lorsqu'il s'aperçoit qu'il est doublé par la Sûreté nationale, ancêtre de la P.J. ; le « clan » Gendreau-Balthazar, sentant la menace, a poussé Louis Viaud, le dévoué maître d'hôtel, à s'accuser du crime en alléguant la légitime défense car, alerté, il s'était lui aussi mêlé à la bagarre entre d'Anseval et Richard.
L'affaire sera étouffée. Maigret, écœuré, aura été à deux doigts de démissionner de la police, mais finalement, à qui aurait profité le scandale ? De toute façon, Maigret, remarqué par sa hiérarchie grâce à cette première enquête, sera nommé inspecteur à la  Sûreté nationale et rejoindra le Quai des Orfèvres d'où il pourra développer, à l'envi, ces exceptionnelles qualités d'enquêteur.

## Aspects particuliers du roman
Maigret, jeune débutant, s’aperçoit qu’il faut tenir compte de certains impératifs dans le métier : la haute société reçoit des égards auxquels d’autres classes sociales n’ont pas droit…
On voit apparaître le comportement du futur commissaire, qui consistera à s’identifier aux personnages dont il s’occupe.
Une automobile De Dion-Bouton — dont Simenon oublie la particule de son constructeur, le marquis De Dion, à chaque fois qu'il la cite — est un élément important du roman à une époque où les automobiles étaient encore très rares et donc s'y faisaient remarquer très facilement.

## Fiche signalétique de l'ouvrage

### Cadre spatio-temporel

#### Espace
Paris (rue Chaptal et quartier de l’Étoile).

#### Temps
L’enquête dure environ une semaine et se déroule dans la deuxième quinzaine d’avril 1913.

### Les personnages

#### Personnage principal
Jules Maigret. Secrétaire du commissariat du quartier Saint-Georges. Jeune marié depuis cinq mois, pas d’enfants. 26 ans (donc né en 1887).

#### Autres personnages
- Richard Gendreau-Balthazar, directeur des Cafés Balthazar, la trentaine.
- Lise Gendreau-Balthazar, sa sœur, 20 ans.
- Félicien Gendreau, père de Richard et Lise.
- Bob, comte d’Anseval, désargenté, la victime.
- Dédé, ami et « associé » de Bob, tient un garage rue des Acacias, chauffeur de la De Dion-Bouton suspecte.
- Le Bret, commissaire du quartier Saint-Georges, ami des Gendreau-Balthazar.
- Louis Viaud, maître d’hôtel des Gendreau-Balthazar, 56 ans.
- La chanteuse et actrice Polaire  (1874-1939), amie de l'écrivaine Colette, y est évoquée par cette phrase que décrit une domestique des Gendreau-Balthazar, Marie : Elle avait la taille aussi fine que Polaire et elle était si menue que la masse de ses cheveux semblait devoir compromettre son équilibre.

## Éditions
- Prépublication en feuilleton dans l'hebdomadaire Point de Vue/Images du monde, n° 38-56 du 24 février au 30 juin 1949, avec des illustrations de A. Galland
- Édition originale : Presses de la Cité, 1949
- Livre de Poche, n° 14232, 2001  (ISBN 978-2-253-14232-4)
- Tout Simenon, tome 3, Omnibus, 2002  (ISBN 978-2-258-06044-9)
- Tout Maigret, tome 4, Omnibus, 2019  (ISBN 978-2-258-15045-4)
- Le Monde de Maigret, tome 1, Le Monde, 2020  (ISBN 978-2-35710-727-4)

## Adaptation
- 1963 : A Taste of Power, téléfilm anglais de Terence Williams avec Rupert Davies
- 1965: Maigret en de kruidenier, téléfilm néerlandais avec Kees Brusse

## Source
- Maurice Piron, Michel Lemoine, L'Univers de Simenon, guide des romans et nouvelles (1931-1972) de Georges Simenon, Presses de la Cité, 1983, p. 312-313  (ISBN 978-2-258-01152-6)